# Luis del Mármol Carvajal
Luis del Mármol Carvajal (Granada, 1520 — Vélez-Málaga, 1600) foi um militar, historiador e escritor espanhol.

## Biografia
Filho natural, mas reconhecido em 1528, de Pedro del Mármol, um escrivão da Real Chancelaria de Granada. Serviu como soldado Carlos V e Filipe II, combatendo nas campanhas em Itália e no Norte de África. Esteve oito anos preso em Argel, onde aprendeu árabe e de onde percorreu quase toda a costa sul do Mediterrâneo até aos confins do Egito. Crê-se que voltou a Espanha em 1557.
Aproveitou a sua ampla experiência em terras africanas para redigir três livros  que foram publicados com o título "Descripción general de África, sus guerras y vicisitudes, desde la fundación del mahometismo hasta el año 1571", baseados na obra clássica de Leão, o Africano, que amplia e a que junta a sua experiência pessoal, a de outros e várias outras fontes. O seu discurso centra-se nos interesses comerciais dos espanhóis em África e é valioso porque aporta dados importantes sobre bens de consumo que eram altamente valorizados nessa época na Europa.
D. João de Áustria nomeou-o vedor (inspetor) da intendência do exército real, um cargo que lhe trouxe vários dissabores. Nessas funções participou na Guerra das Alpujarras, que descreveu na sua segunda obra, "Historia de la rebelión y castigo de los moriscos del reino de Granada". Em 1579 apresentou um memorial a Filipe II onde alegava que após quarenta anos de serviço nas guerras de África, Itália e nas Alpujarras, a alcaria que lhe tinha sido concedida em Vélez-Málaga não era suficiente para sustentar a família e pedir que se lhe fizesse mercê. A solicitação foi recusada pelo secretário do rei, Juan Vázquez Salazar.

## Obras
- Descripción general de África, sus guerras y vicisitudes, desde la fundación del mahometismo hasta el año 1571. Publicado em três volumes em Granada entre  1573 e 1599.

- "Historia de la rebelión y castigo de los moriscos del reino de Granada. Publicado em 1600 em Málaga.